# Syrrhopodon gaudichaudii
Syrrhopodon gaudichaudii är en bladmossart som beskrevs av Montagne 1834. Syrrhopodon gaudichaudii ingår i släktet Syrrhopodon och familjen Calymperaceae. Inga underarter finns listade i Catalogue of Life.